# Yonne (rivier)
De Yonne is een zijrivier van de Seine in Bourgogne-Franche-Comté en Île-de-France (Frankrijk). De rivier is 293 km lang en ontspringt in het massief van de Morvan, in een veengebied aan de voet van de Mont Préneley. De monding in de Seine bevindt zich bij Montereau-Fault-Yonne. De Seine heeft tot dat punt een kortere afstand afgelegd dan de Yonne.
De Yonne is de naamgever van het departement van de Yonne, maar stroomt ook door de departementen Nièvre en Seine-et-Marne. De voornaamste steden aan de rivier zijn Auxerre en Sens.
De Yonne is bevaarbaar vanaf Auxerre. Het Bourgondisch Kanaal (geopend in 1832) verbindt de rivier met de Saône en het Canal du Nivernais (1843) met de Loire.
In de oudheid stond de Yonne bekend onder de naam Icaunus.
- Bibliothèque nationale de France: cb12540867m (data)
- Gemeinsame Normdatei: 4119201-1
- Nationale Bibliotheek van Israël: 987007549109705171
- Virtual International Authority File: 315136391